# Romagnano Sesia
Romagnano Sesia (Romagnan in piemontese) è un comune italiano di 3 745 abitanti della provincia di Novara in Piemonte, il primo da sud (alla stessa latitudine di Gattinara che sta sull'altro versante del fiume Sesia) della Valsesia.
Insieme al comune di Ghemme è luogo di produzione del vino DOCG Ghemme oltre alle DOC Colline Novaresi; sempre in ambito agricolo, vi si trova inoltre il distaccamento novarese dell'Istituto di istruzione superiore Giuseppe Bonfantini.

## Geografia fisica

### Territorio
Si trova 30 km a nord-ovest del capoluogo Novara; dista inoltre 40 km da Vercelli, 35 km da Biella e 20 km dai laghi Maggiore e d'Orta.
Romagnano è bagnata a ovest dal fiume Sesia, che segna il confine con la provincia di Vercelli.

### Clima
| Romagnano Sesia    | Mesi | Mesi | Mesi | Mesi | Mesi | Mesi | Mesi | Mesi | Mesi | Mesi | Mesi | Mesi | Stagioni | Stagioni | Stagioni | Stagioni | Anno |
| Romagnano Sesia    | Gen  | Feb  | Mar  | Apr  | Mag  | Giu  | Lug  | Ago  | Set  | Ott  | Nov  | Dic  | Inv      | Pri      | Est      | Aut      | Anno |
| ------------------ | ---- | ---- | ---- | ---- | ---- | ---- | ---- | ---- | ---- | ---- | ---- | ---- | -------- | -------- | -------- | -------- | ---- |
| T. max. media (°C) | 6,0  | 7,9  | 12,6 | 17,3 | 22,0 | 25,8 | 28,6 | 27,5 | 23,6 | 17,2 | 11,1 | 7,2  | 7,0      | 17,3     | 27,3     | 17,3     | 17,2 |
| T. min. media (°C) | −1,6 | −0,3 | 3,4  | 7,4  | 11,0 | 14,6 | 16,8 | 16,3 | 13,9 | 8,9  | 4,1  | 0,2  | −0,6     | 7,3      | 15,9     | 9,0      | 7,9  |

Romagnano Sesia, secondo la classificazione dei climi di Köppen, gode di un clima temperato delle medie latitudini, piovoso o generalmente umido in tutte le stagioni e con estati molto calde e afose.
Le precipitazioni si concentrano nei periodi compresi tra marzo e maggio, con un leggero calo nei mesi estivi, e un riacutizzarsi nel periodo compreso tra ottobre e novembre inoltrato.
L'inverno è caratterizzato generalmente da una discreta percentuale di piovosità e di neve.

## Origini del nome
Il termine è di chiara origine latina. In epoca classica infatti era un fundus appartenente alla famiglia patrizia dei Romanii ed era detto fundus Romanianus. «Quest'usanza di considerare come un toponimo il nome di un grande fondo rustico e della famiglia a cui il fondo apparteneva -scrive infatti Mario Attilio Levi- rimase nelle abitudini dell'Italia antica ancora in avanzata età imperiale; cosicché tuttora conserviamo nella nostra toponomastica i nomi di località che non sono altro che indicazioni di tenute familiari». Romagnanius, Romagnanus sono infatti «forme tutte riconducibili al nome gentilizio Romanus unito al suffisso -anus», che nella lingua latina indica possesso o proprietà. Fino all'unità d'Italia si chiamava semplicemente Romagnano, poi gli venne aggiunto Sesia per distinguerlo da Romagnano al Monte, in provincia di Salerno.

## Storia
Il paese esisteva già nel I secolo d.C., quando costituiva una mansio che collegava il Novarese con la Valsesia; il suo nome deriverebbe appunto da Romana mansio. Reperti archeologici di epoca romana rinvenuti nel corso di scavi testimoniano questa antica origine. Il primo documento storico che fa menzione al paese risale all'882, quando esso – già appartenente alla Marca d'Ivrea – venne donato da Carlo il Grosso al vescovo di Vercelli. Un altro documento, risalente al 1008, testimonia la presenza di un'abbazia benedettina dedicata a San Silano (o San Silvano) che dovette rivestire un ruolo importante per lo sviluppo economico del paese. Di tale antica e gloriosa abbazia rimangono ora solo alcune aule tra cui la cosiddetta Cantina dei Santi, che ospita interessanti affreschi del XV secolo.
Nel 1198 il Comune di Novara concesse a Romagnano la dignità di Borgo e poco tempo dopo vi venne costruito un castello; di tale costruzione, distrutta dalle truppe francesi nel 1477, si è in parte conservato il palazzo Pretorio, con un'elegante torre a pianta rettangolare (sopraelevata poi nella seconda metà del XV secolo). Dopo l'epoca dei Comuni, il paese fu feudo dei Marchesi di Romagnano; passò poi sotto il dominio dei Visconti con i quali fiorì economicamente. Conteso da più parti, essendo terra di confine, il feudo di Romagnano conobbe una fitta serie di avvicendamenti politici, passando dai Dal Pozzo di Vercelli, ai Borromeo, ai Ferrero-Fieschi.
Nel 1588 passò alla famiglia milanese dei Serbelloni, essendo tuttavia ambita anche dai Savoia. Questi ultimi riuscirono a garantirsi il dominio del paese solo a partire dal 1734. Nel XVI secolo Romagnano fu teatro di scontri tra l'esercito francese di Francesco I e quello spagnolo di Carlo V. Il celebre Baiardo, cavaliere francese che prese parte alla disfida di Barletta, fu ferito (1524) nei pressi del vicino oratorio di San Martino di Breclema (alcuni autori sostengono addirittura che vi abbia trovato la morte e che sia stato provvisoriamente sepolto nella Cantina dei Santi), dove si svolse Battaglia di Romagnano, combattuta appunto il 30 aprile 1524 nel corso della Quarta guerra d'Italia.
Negli anni 1890 vi fu scoperto un ripostiglio di monete romane repubblicane di circa 300 pezzi.
Nel 1945 vi si combatté battaglia di Romagnano Sesia, episodio della guerra di liberazione italiana.

### Simboli
Lo stemma è stato riconosciuto con DPCM del 7 giugno 1960.
Il gonfalone è stato concesso con DPR del 20 gennaio 1961.
Il gonfalone è un drappo partito di nero e di bianco.

## Monumenti e luoghi d'interesse

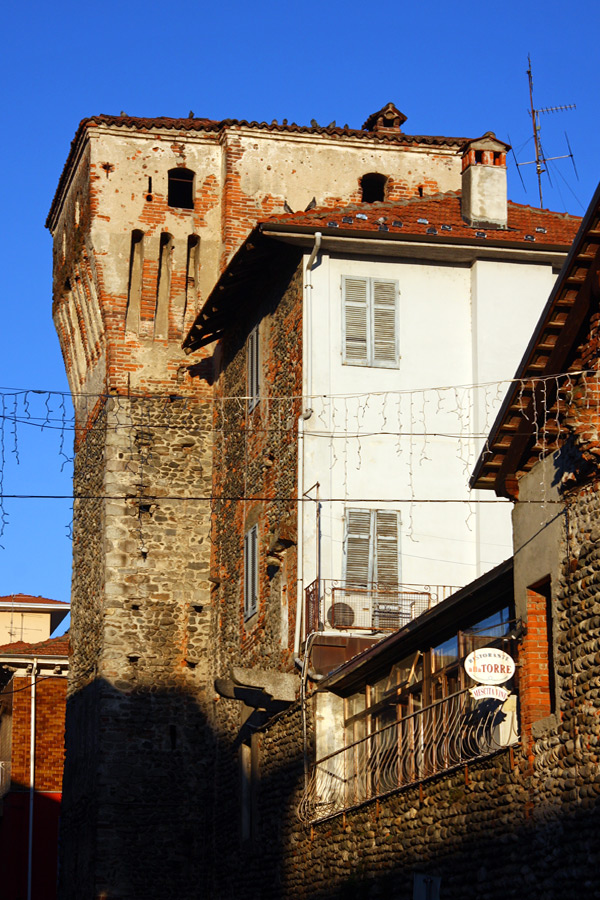
Torre del Pretorio

- Cantina dei Santi; è quanto rimane dell'antica abbazia benedettina di San Silano che, nella sua volta a botte, conserva i resti di un ciclo pittorico dedicato alle storie di Saul e di Re David eseguito verso la metà del XV secolo.

- Chiesa parrocchiale della Santissima Annunziata e di San Silvano (o San Silano); presenta complesse vicende costruttive a partire dall'antica omonima abbazia, più volte riedificata e rimaneggiata, sino all'attuale sistemazione del 1856. All'interno opere di notevole interesse artistico quali una tavola attribuita a Macrino d'Alba e due dipinti di Bernardino Lanino.
- Chiesa della Madonna del Popolo; costruita sui resti di una chiesa preesistente nella prima metà del XVII secolo ed ampliata agli inizi del XVIII secolo. Conserva all'interno, nella cupola, affreschi barocchi del pittore romaganese Tarquinio Grassi (1656-1730).
- Torre del Pretorio; torre a pianta rettangolare già appartenente all'antico palazzo Pretorio, poi sopraelevata nella seconda metà del XV secolo.
- Chiesa di San Martino di Breclema, costruzione romanica risalente all'XI secolo che sorge a tre chilometri da Romagnano.
- Ponte medievale; arcate rimaste dell'antica costruzione sul fiume Sesia diroccata nel 1223.
- Villa Caccia; situata sul Monte Cucco in posizione elevata rispetto a Romagnano, fu realizzata da tra il 1842 ed il 1848 dall'architetto Alessandro Antonelli come residenza estiva dei conti Caccia di Romentino. Ospita attualmente il Museo storico etnografico della Bassa Valsesia.
- Collegio Curioni; realizzato per volontà del notaio Giuseppe Curioni dall'architetto Giuseppe Locarni ed inaugurato come Convitto nel 1882, è oggi sede del Liceo Artistico "Felice Casorati" di Novara.
- Villa Fratelli Mira; realizzata dall'architetto Vittorio Gregotti
- Riserva naturale orientata delle Baragge

## Società

### Evoluzione demografica
Abitanti censiti

### Etnie e minoranze straniere
Gli stranieri residenti nel comune sono 300, ovvero il 7,3% della popolazione. Di seguito sono riportati i gruppi più consistenti:
1. Ucraina, 56
2. Romania, 48
3. Marocco, 39
4. Albania, 37
5. Senegal, 35
6. Cina, 23

### Lingue e dialetti
Oltre alla lingua italiana, a Romagnano Sesia è utilizzato il dialetto locale, una variante della lingua piemontese.
Attualmente, l'uso del dialetto sta lentamente regredendo, anche se in misura minore di altri dialetti piemontesi, soprattutto quelli parlati nelle città.

## Cultura

### Eventi

#### Sacra Rappresentazione del Venerdì Santo a Romagnano Sesia (anni dispari)
Il grande dramma del Calvario che ispirò poeti, pittori ed artisti di ogni genere e di ogni epoca, rivive lungo le strade e sulle piazze di Romagnano Sesia, trasformando l'antico e storico Borgo in un'altra Gerusalemme. I romagnanesi di ogni ceto, perpetuando la tradizione ricevuta dai padri, danno vita a più di trecento personaggi che partecipano alla Sacra rappresentazione. La singolarità della rappresentazione itinerante e la compartecipazione degli spettatori all'azione drammatica hanno dato a queste rappresentazioni un carattere di unicità per il quale viene annoverata tra le più celebri e significative d'Italia. Fede, tradizione e folklore contribuiscono a dare a questa secolare tradizione una curiosa spontaneità ed a conferire ad essa un aspetto solenne ed armonioso. Tutto il popolo, come nei Misteri Medioevali, diventa nel contempo attore e spettatore. Di antichissima origine il "Venerdì Santo" venne riorganizzato nell'anno 1730 dalla Congregazione del Santo Enterro, della quale oggi il Comitato Pro Venerdì Santo perpetua l'eredità organizzando a cadenza biennale (anni dispari) le Sacre Rappresentazioni. La 260ª edizione si terrà il 18-19-20-21 aprile 2019.

#### Storica Rappresentazione dell'Epifania (anni pari)
La rappresentazione dell'Epifania è la tradizionale espressione di religiosità popolare di Romagnano Sesia. Nel 1740 nasce la congregazione della gioventù (congregationis iuventutum) con sede nella chiesa della Madonna del Popolo, negli anni 1755-1760 viene promossa la tradizionale festa dei Re Magi delle pastorelle e dei pastori. Ancora oggi la festa è riproposta il 6 gennaio degli anni pari.
Particolarità tutta locale, che non trova riscontro nell'iconografia che i tre re magi a Romagnano Sesia sono quattro, con la figura del re moro piccolo che si accompagna a Baldassare re moro proveniente dall'Egitto. Prossima edizione lunedì 6 gennaio 2020

## Infrastrutture e trasporti
La stazione di Romagnano Sesia è posta sulle ferrovie Novara-Varallo, percorsa solo da treni storici e servizi merci, e Santhià-Arona, chiusa al traffico dal 2012.
Tra il 1880 e il 1933 il comune fu servito dalla tranvia Vercelli-Aranco.

## Amministrazione
Di seguito è presentata una tabella relativa alle amministrazioni che si sono succedute in questo comune.
| Periodo        | Periodo        | Primo cittadino     | Partito                                  | Carica  | Note   |
| -------------- | -------------- | ------------------- | ---------------------------------------- | ------- | ------ |
| 2 giugno 1985  | 27 maggio 1990 | Pier Marco Accanto  | Partito Comunista Italiano               | SINDACO | [ 13 ] |
| 27 maggio 1990 | 24 aprile 1995 | Luciano Brugo       | Democrazia Cristiana                     | SINDACO | [ 13 ] |
| 24 aprile 1995 | 14 giugno 1999 | Luciano Brugo       | centro-destra                            | SINDACO | [ 13 ] |
| 14 giugno 1999 | 14 giugno 2004 | Luciano Brugo       | centro-destra                            | SINDACO | [ 13 ] |
| 14 giugno 2004 | 8 giugno 2009  | Carlo Bacchetta     | lista civica                             | SINDACO | [ 13 ] |
| 8 giugno 2009  | 1º giugno 2013 | Carlo Bacchetta     | lista civica                             | SINDACO | [ 13 ] |
| 26 maggio 2014 | 27 maggio 2019 | Cristina Baraggioni | lista civica Andiamo oltre per Romagnano | SINDACO | [ 13 ] |

## Sport

### Calcio
La società calcistica del comune di Romagnano Sesia è l'Associazione Sportiva Dilettantistica Romagnano Calcio.

Negli ultimi decenni la prima squadra maschile ha militato con alterna fortuna sportiva nei campionati di Seconda Categoria, Prima Categoria e Promozione. Mentre la prima squadra femminile ha militato principalmente nei campionati di Serie C e Serie A2/Serie B, vincendo anche tre edizioni della Coppa Piemonte.

A partire dalla fine degli anni Novanta l'attività dell'associazione ha tra i suoi obiettivi principali lo sviluppo e il consolidamento del settore giovanile, a livello sia maschile sia femminile.

## Galleria d'immagini

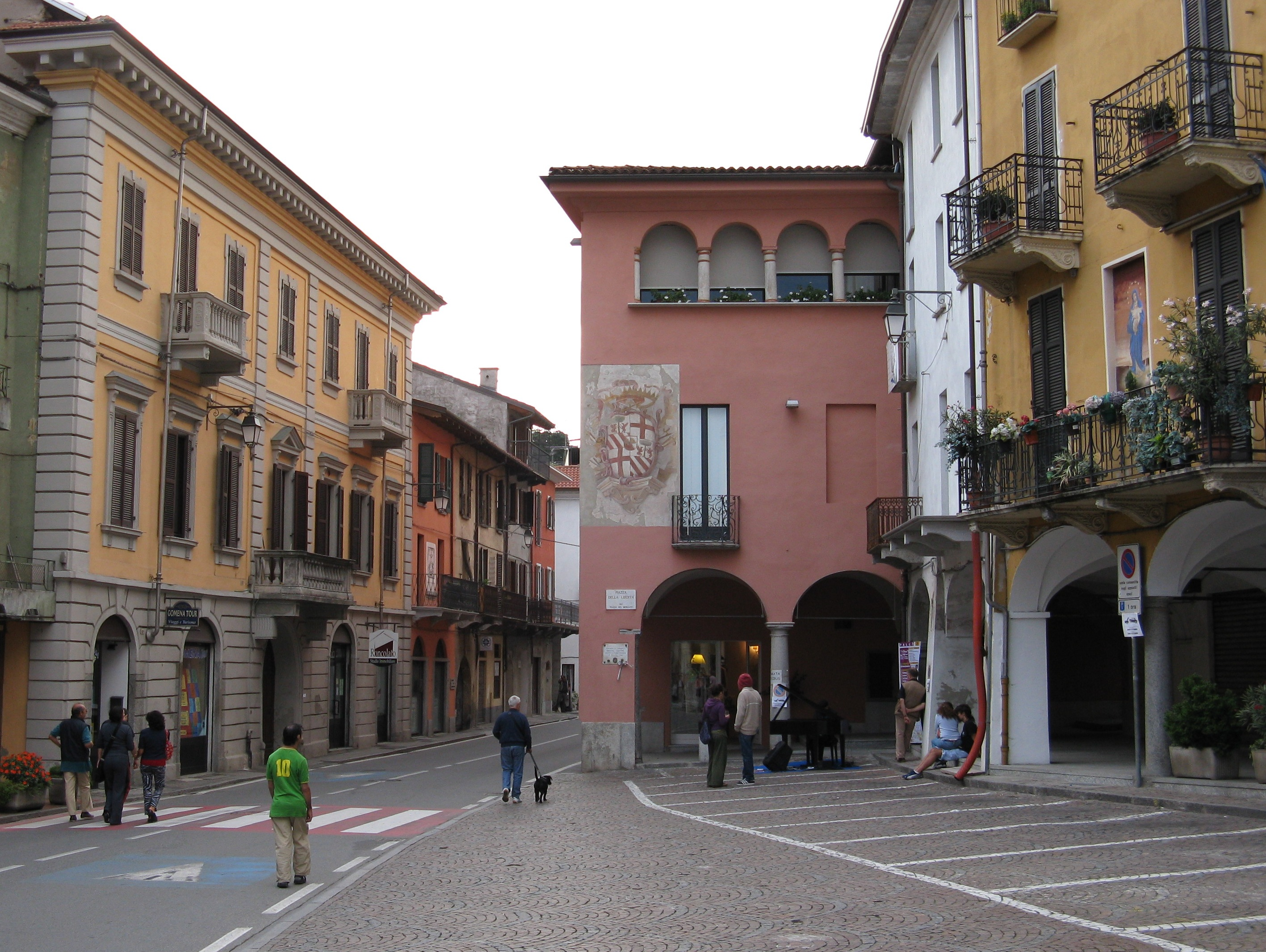
Piazza della Libertà
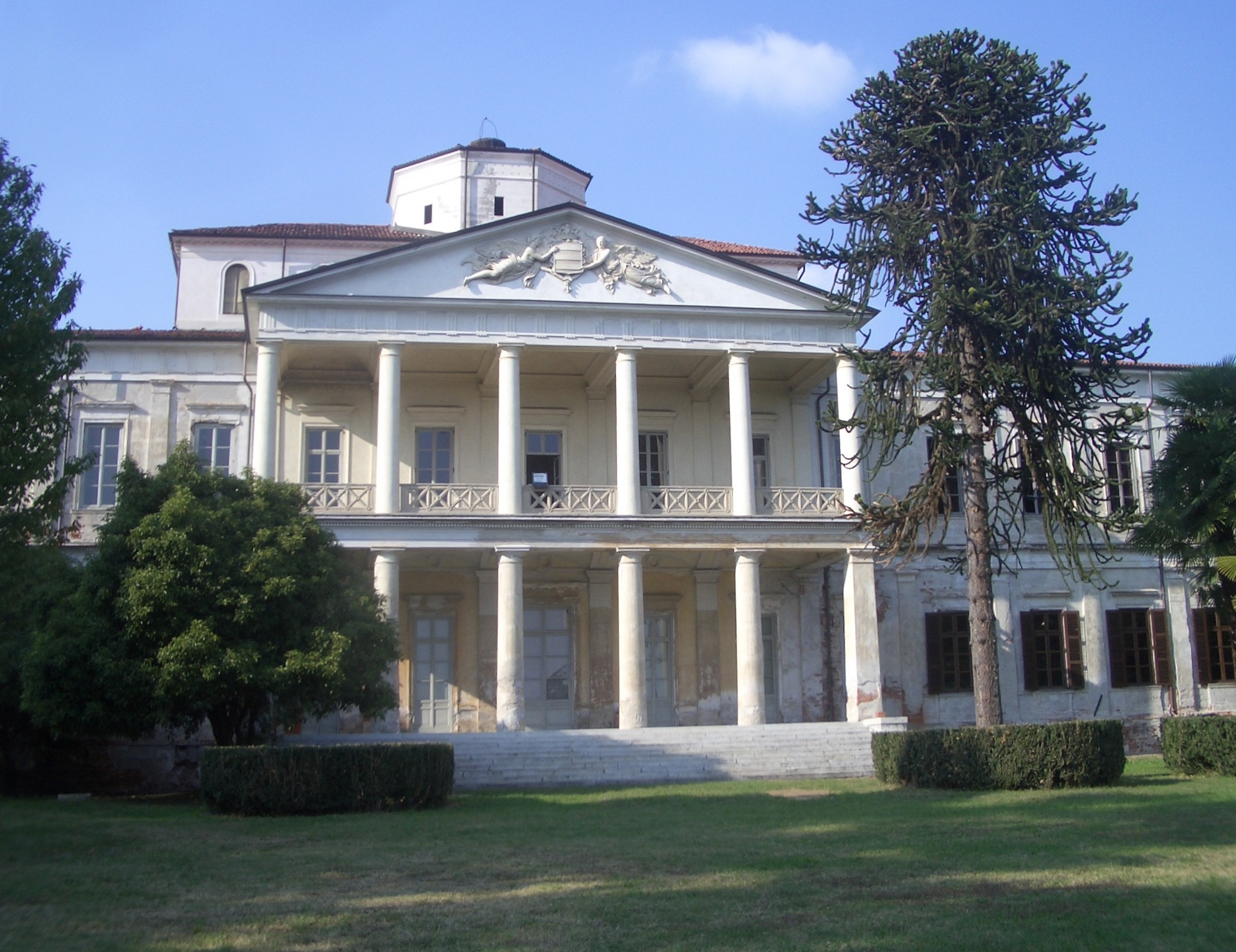
Villa Caccia sede del Museo Storico Etnografico
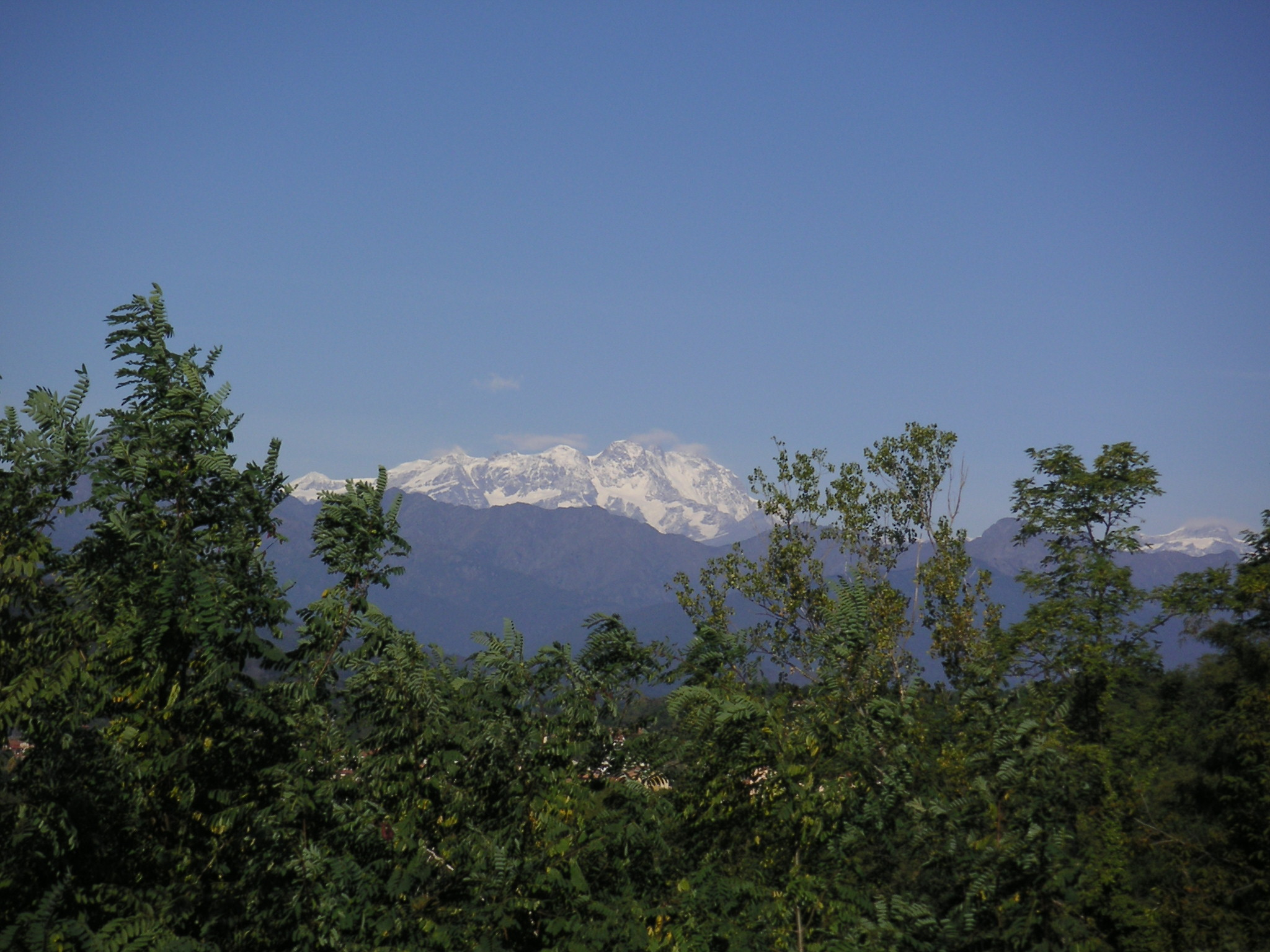
Vista sul Monte Rosa dalla Mauletta
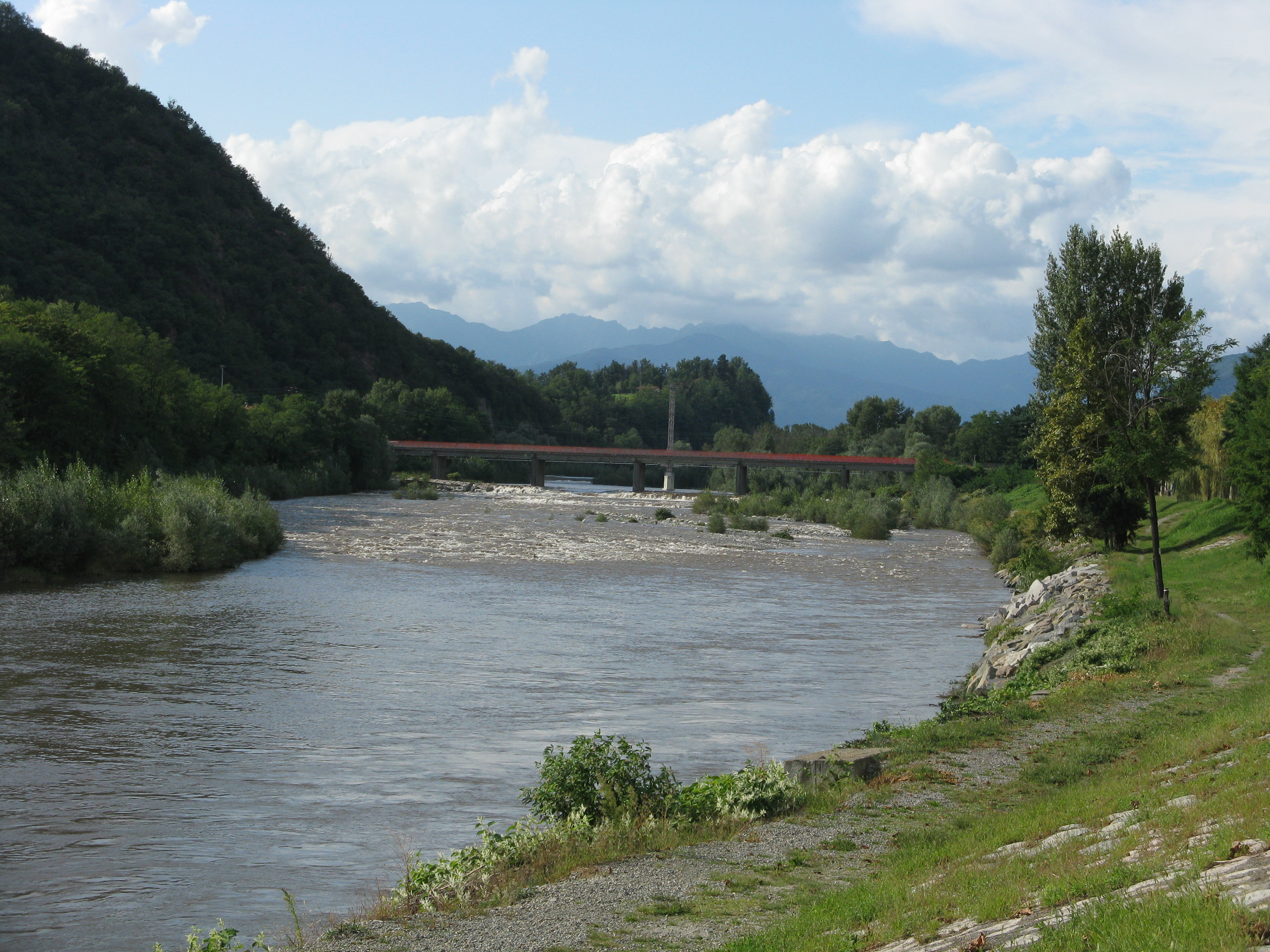
Vista del fiume dal Lungo Sesia
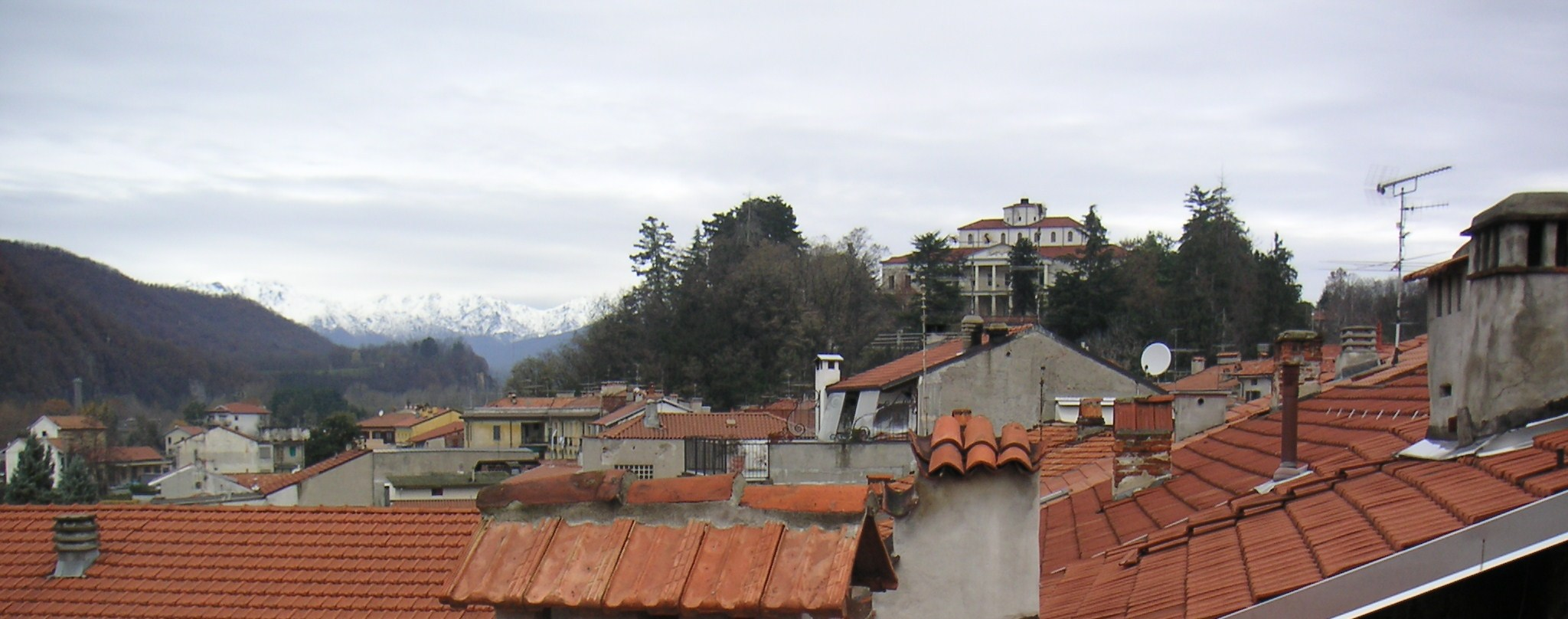
Veduta dai tetti
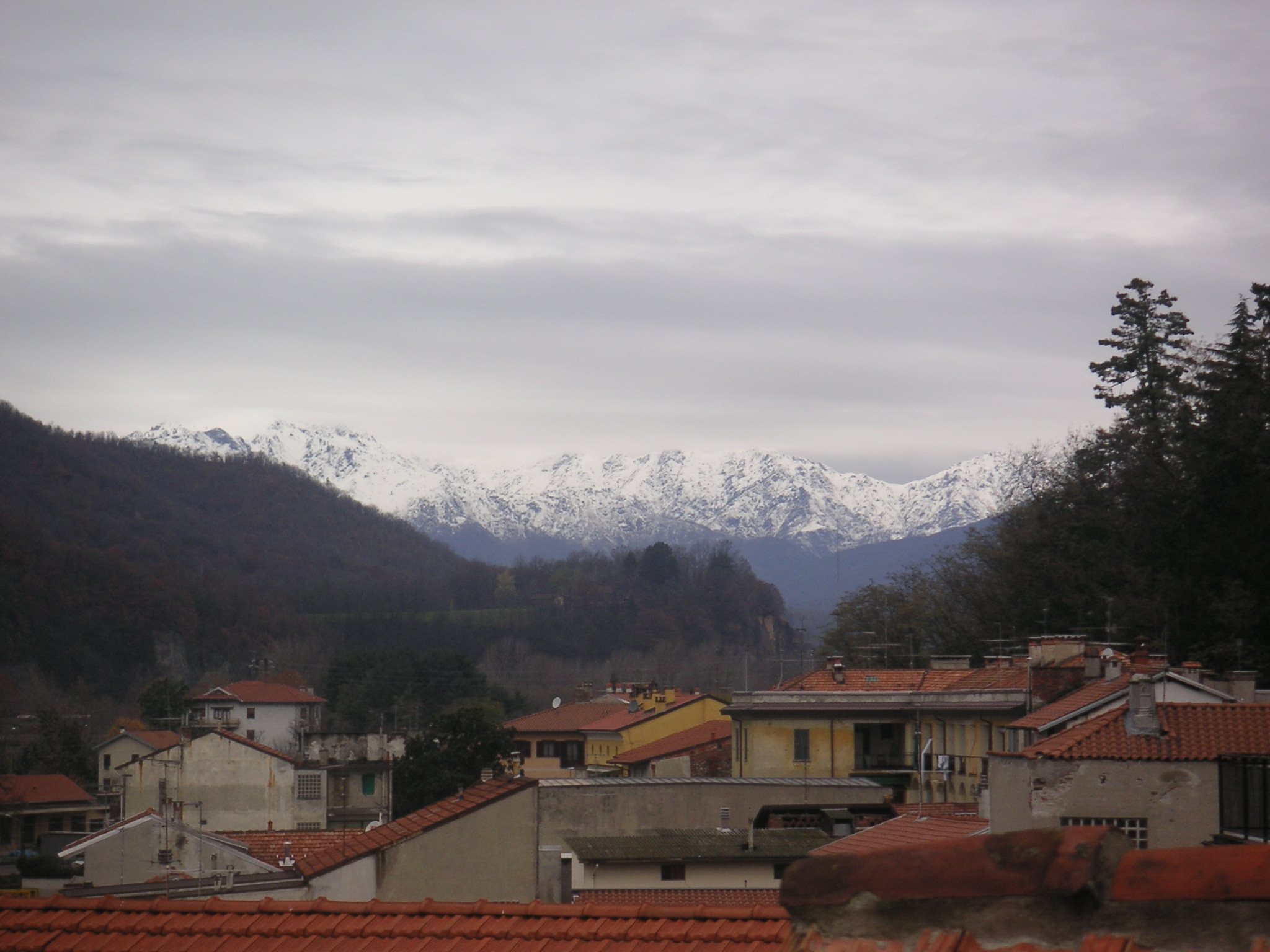
Il Monte Rosa da Romagnano in una cupa giornata invernale
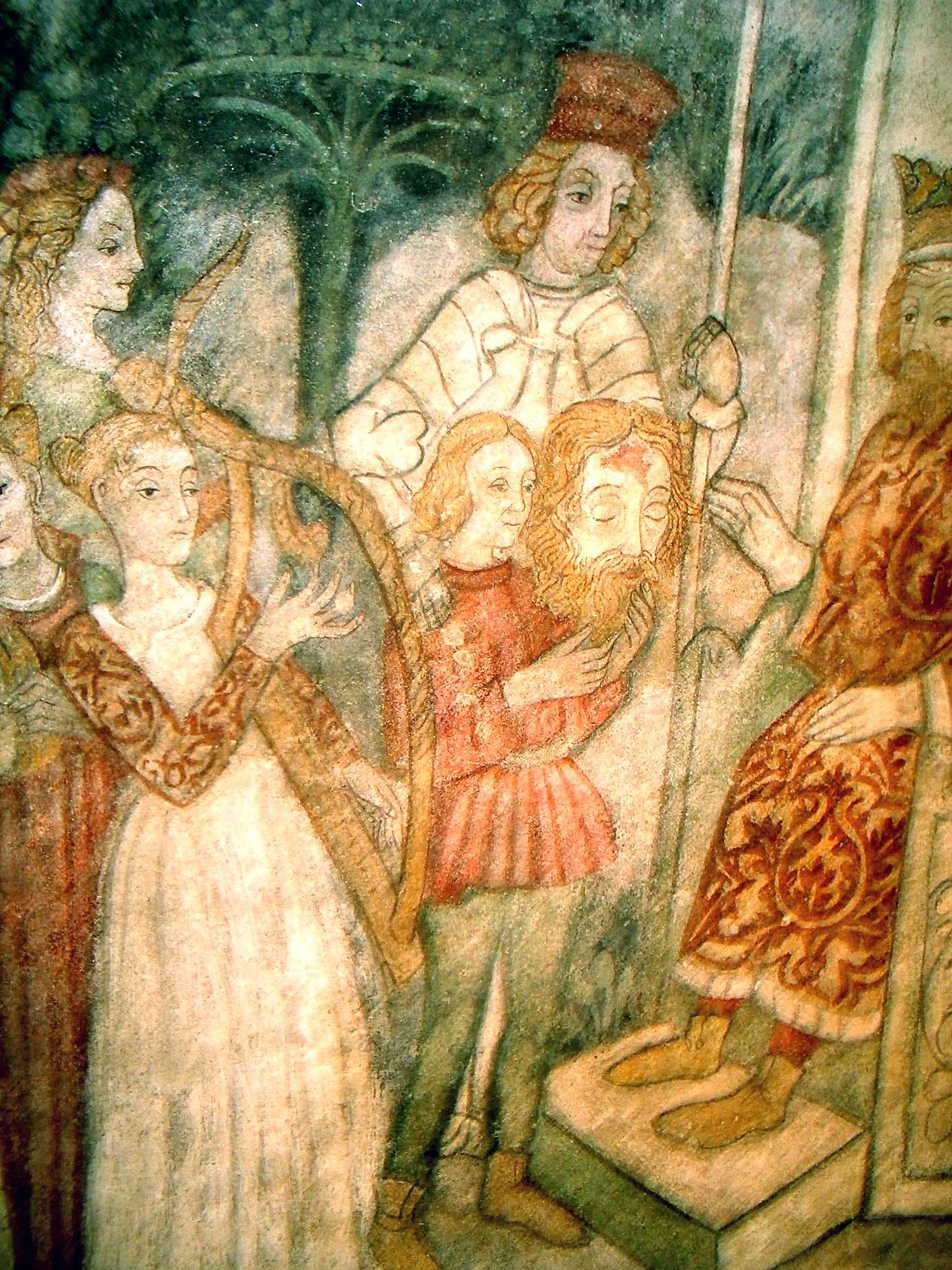
Cantina dei Santi